# Psoralea odoratissima
Psoralea odoratissima är en ärtväxtart som beskrevs av Nikolaus Joseph von Jacquin. Psoralea odoratissima ingår i släktet Psoralea och familjen ärtväxter. Inga underarter finns listade i Catalogue of Life.